# 24101 Cassini
A 24101 Cassini (ideiglenes jelöléssel 1999 VA9) a Naprendszer kisbolygóövében található aszteroida. Charles W. Juels fedezte fel 1999. november 9-én.
Nevét Giovanni Domenico Cassini (1625 – 1712) olasz származású francia csillagász után kapta.